# 眞城麗美
眞城 麗美 （しんじょう れみ、1976年1月15日 - ）は、日本のAV女優。東京都出身。主に熟女系の作品に出演している。

## 作品
2002年
- 「病的看護病棟・総集編」（3月13日）他の出演者:三浦あいか・堤さやか・大橋理沙・新島愛美
- 「イケてるお姉さんDX・1」（6月1日・麒麟堂）
- 「色情婦」（8月15日）他の出演者:黒田れい子・桜井桃子・真崎ゆかり・白崎めぐみ・白泉星香・飯島ゆり・氷咲沙弥・平井千里・美咲幸姫
- 「魔性の女」（11月21日）他の出演者:美咲幸姫

2003年
- 「姉・下着白書DX」（3月10日）他の出演者:杉本美月